# Премія YUNA найкращому гурту
«YUNA» — щорічна українська щорічна національна професійна музична премія, заснована у 2011 році. Премія найкращому гурту — колишня нагорода, що вручалася з найпершої церемонії вручення, на якій вшановувалися досягнення у музиці за 1991—2011 роки до 4 церемонії вручення, у якій вшановувалися досягнення у музиці за 2014 рік. Починаючи з 5 церемонії вручення, номінацію розділено на дві: Найкращий рок-гурт та Найкращий поп-гурт. Лідером за кількістю нагород у цій номінації є гурт Океан Ельзи, який перемагав двічі.

## 1991—2020

### 1991–2011
- Океан Ельзи[1]
  - Брати Гадюкіни
  - Бумбокс
  - ВІА Гра
  - Воплі Відоплясова
  - Танок на майдані Конґо

### 2012
- Бумбокс[2]
  - Gorchitza
  - неАнгелы
  - Танок на майдані Конґо
  - Скрябін
  - Pianoбой

### 2013
- Океан Ельзи[3]
  - The Hardkiss
  - Бумбокс
  - DZIDZIO
  - Pianoбой

### 2014
- Скрябін[4]
  - The Hardkiss
  - Антитіла
  - DZIDZIO
  - неАнгелы